# Badem
Badem (bajam, mindul, mjendul, mendula, mendul, omiendul, lat. Prunus amygdalus; sinonimi: Prunus dulcis, Amygdalis communis) je drvenasta biljka iz porodice ružovki (Rosaceae), jestive jezgre ploda.

## Opis biljke
Biljka dosegne visinu od 4 – 9 m, s bijelo-ružičastim cvjetovima i koštuničavim plodovima. Potječe s Bliskog Istoka, gdje je kultiviran još u starom vijeku (3000. – 2000. pr. Kr.), a proširena je po cijelom Sredozemlju s velikim brojem sorata različite dobi dozrijevanja i tvrdoće ljuske. Poznat je i badem s mekom korom (mekoč).
U nas se uzgaja u primorskoj Hrvatskoj, a kasno cvjetajuće sorte i u nekim kontinentalnim predjelima.

## Plod
Postoje dvije osnovne podvrste:
- gorki badem (Amygdalus amarus; koristi se u alternativnoj medicini)
- slatki badem (koristi se za prehranu, posebno kod izrade kolača)

## Gorki badem (Amygdalus amarus)
Razlikuje se od slatkog samo po tome što u njegovu sjemenu ima heterozida amigdalozida, a u sjemenu ga slatkog badema nema. U slatkom bademu, osim toga, ima više šećera i ulja.

Njegovo je sjeme gorko i otrovan je, a žvakanjem se osjeća miris po cijanovodičnoj kiselini i benzaldehidu.
U liječenju s gorkim bademom se mora zbog otrovnosti upotrebljavati vrlo oprezno i najčešće pomiješan sa slatkim bademom. Oba umiruju bolove živaca.

Sjeme gorkog badema sadrži i do 55 % masnog ulja, nešto šećera, oko 25 % bjelančevine, zatim amygdalina, sluzi, gume i cijanogenetskog heterozida koji daje gorčinu, a najveća ljekovitost je baš u njemu.

S vodom i encimom emulzinom hidrolizira se u cijanovodoničnu kiselinu, benzaldehid i eterično ulje (Oleum amygdalae amarae aethereum).

Voda gorkih badema (Aqua amygdalarum amarum) je sedativ, a najveća dozvoljena doza za odraslog je 6 grama. Bademovo ulje sadrži oko 80 % trioleina.

Od slatkog badema dobiva se emulsio amygdalarum dulcium, a od bademova ulja emulsio amygdalina oleosa.

Sirup amygdalinus i emulsio amygdalina oleosa uzimaju se protiv kašlja.

„Mlijeko“ gorkog badema uzima se protiv groznice, bolesti želuca i crijeva, umiruje srčane bolove.

## Slatki badem (Amygdalus prunus)
Poznati slatkiši od badema su marcipan i nugat.
Važniji sastojci u plodu: bjelančevine (16 g), fruktoza, nezasićene masnoće (51 g, od toga 41 g oleinske, tj. omega-9, a 10 g linolne masne kiseline, tj. omega-6), kalij, kalcij, fosfor, cink, željezo, vitamini E, B1, B2.
Svjetska proizvodnja 2002. iznosi 1,85 milijuna tona (procjena FAO). Najveći proizvođači su Sjedinjene Američke Države, Grčka, Iran, Italija i Maroko. Proizvodnja u SAD-u je koncentrirana u Kaliforniji.